# 壓歲錢

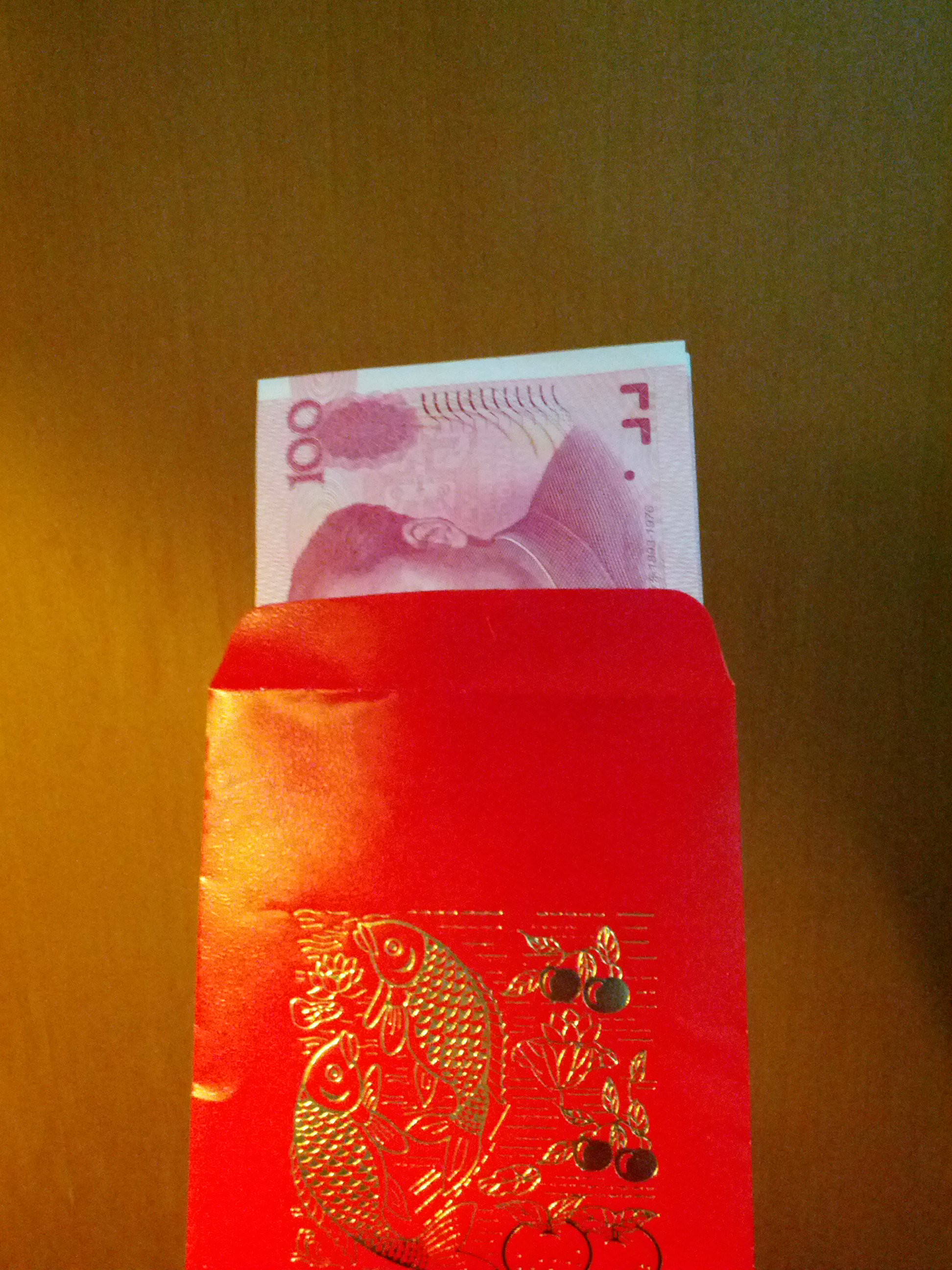
红包装着的压岁钱，皆为人民币纸钞

壓歲錢，又稱壓年錢，中國南方、港澳、客家語人群稱為利是或稱為軋年利是（俗寫作踅年利是、硩年利是、磧年利是、矺年利是），閩語閩東片稱硩歲錢和軋歲錢（馬祖話：/taʔ7-huoɪ5-tsieŋ2/）、閩語閩南片稱硩年錢（Teh-nî-chîⁿ） ，是指新春时长辈送给晚辈的红包。

## 歷史
宋朝壓歲錢叫作「隨年錢」，按小孩的年齡來發。另有一種特別的隨年錢，宋朝后妃在年關近時要準備「隨年金錢一百二十文」獻給皇子、皇女，掛在床頭以鎮壓邪祟，祝皇子、皇女活到一百二十歲；這也是「吃百二」的來源。
過年給壓歲錢的習俗始於清朝，《清嘉錄》記載：「長幼度歲，互以糕果、朱提相獻，謂之『壓歲盤』。長者貽小兒以朱繩綴百錢，謂之『壓歲錢』；置橘、荔諸果於枕畔、謂之『壓歲果子』。元旦睡覺時食之，取讖於吉利，為新年休徵。」清代儿童庆岁，长者与以钱，贯用红，置之卧所，曰“压岁钱”。至中华民国，又曾流行以红纸包100铜元，代表“长命百岁”以示祝福。

## 傳說
古時候，有一種妖怪叫“祟”（ㄙㄨㄟˋ，音同“歲”），大年三十晚上出来用手去摸熟睡著的孩子的頭，孩子都嚇到大哭起來了，接着頭疼發热，變成傻子。因此，家家都在這天亮着燈、坐著不睡，叫做“守祟”。有一家夫妻倆老年得子，視為心肝寶貝。到了年三十夜晚，他们怕“祟”来害孩子，就拿出八枚铜錢給孩子玩。孩子玩累了，睡著了，他们就把八枚铜钱用红纸包着放在孩子的枕頭下邊，夫妻俩不敢合眼。半夜里一陣陰風吹開房門，吹滅了燈火，“祟”剛伸手去摸孩子的頭，枕頭邊就迸發道道閃光，嚇得“祟”逃跑了。第二天，夫妻倆把用红纸包八枚铜錢嚇退“祟”的事告诉了大家，以後大家學着做，孩子就太平無事了。原来八枚铜錢是八仙變的，暗中来保護孩子的。因為“祟”与“歲”諧音，之后逐漸演變為“壓歲錢”。

## 各地風俗
在中文地區，「壓歲錢」是以紅紙包裹，俗稱「紅包」。從前的零錢是內方外圓的銅錢，講究的人家會用綵繩穿銅錢，編成龍形，掛在小孩的床腳或床帳上，據說可以鎮壓邪祟。吃過年夜飯，領過壓歲錢後，已近深夜，這時晚輩要為父母及長者「守歲」，不能上床睡覺，熬夜到天亮。民間認為守歲可以為父母增壽，有祈求雙親能夠長命百壽的意思，是孝道的表現。而年長的人守歲，則是「辭舊歲」，有珍惜光陰的意思。因此除夕夜家家戶戶通常都燈火輝煌、徹夜不眠。
在日本也有類似的風俗，稱為「御年玉」（日语：／ otoshidama），或簡稱「年玉」。早期的御年玉並不是錢，而是特定的贈品。例如在中世時期的風俗是，武士之間互送太刀、町人之間互送扇子、醫者之間送藥丸。不過現代日本的御年玉已發展為跟中華圈的壓歲錢相似，為長輩贈予晚輩金錢。被分發的御年玉會被裝在一個白色的封套裡面，這個封套被稱為「御年玉袋」。
在韓國也有類似的風俗，稱為「歲拜錢」（韩语：／ sebaetdon）。
在台灣，則是因為傳說中燈猴告狀人們懶惰不工作，引起玉皇大帝憤怒，於是打算在除夕將台灣島沉入海中，人們祭祖圍爐後將錢財放入紅包分送家人，等待與島共沉。

## 金額
壓歲錢並沒有一定的金額，中國大陆的壓歲錢金額少則幾十元，多則上萬元人民幣。有些小孩沒有壓歲錢。依據2005年報導，中國北京小孩的壓歲錢平均是人民幣一千元，而一份2018年的統計指出福建、浙江和北京的壓歲錢平均金額最高，廣東的壓歲錢平均金額最低。
在臺灣，壓歲錢的金額通常為偶數，且不含四。依據2011年報導，台灣小孩的壓歲錢平均為新台幣6274元。

## 「保管」爭議
由於給壓歲錢這一風俗會讓孩童在短時間內獲得大筆金錢，因此不少家長會出於各種不同的理由、使用五花八門的名目，從孩子手中取得這些錢、或使用孩子取得的壓歲錢。理由和目的包括給兒女買各種生活用品、培養孩童正確的金錢觀念、繳學雜費，有時候會以「代為保管」做為名堂，實際上是擅自使用這些金錢。孩子們通常不願意把錢交給雙親，有的甚至會訴諸法律，對家長提告以取回財產，不過也有會主動把錢交給雙親的例子。

## 腳註
1. ↑  軋，《說文》車輾也，於多種漢語族語言早皆有「壓」的意思